# Бернар Атон III

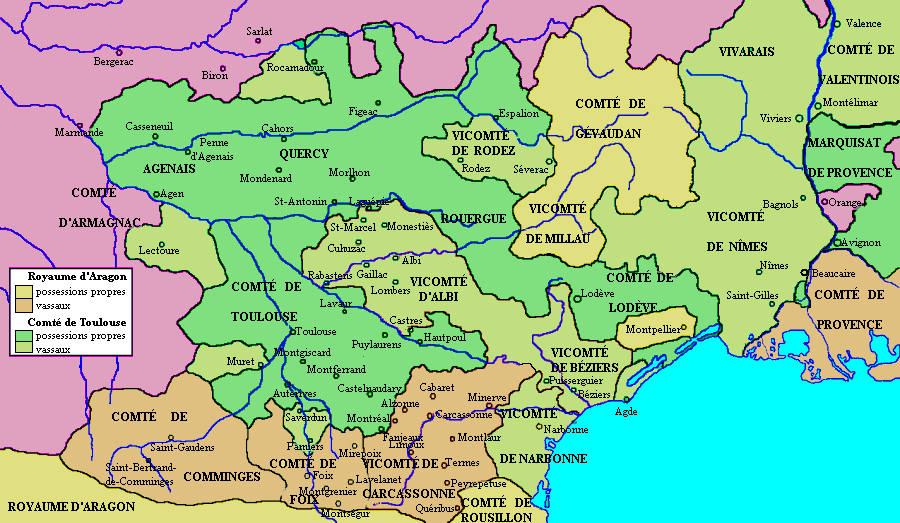
Виконтства Альби и Ним на карте Окситании

Бернар Атон III (фр. Bernard Aton III Trencavel) (умер после 1050) — виконт Альби и Нима с 1032 года.

## Биография
Родился в Ниме. Сын Атона III, виконта Альби и Нима из рода Транкавелей, и его жены Герберги, происхождение которой не известно.
Брат нимского епископа Фротера II (правил епархией в 1027—1077), который фактически являлся его соправителем.
Наследовал отцу ок. 1032 года. Впервые в качестве виконта упомянут в акте на строительство моста в Альби. В этом документе не проставлена дата, но по именам упомянутых там епископов можно установить период - между 1031 и 1034.
Приблизительно в то же время Бернар-Атон III женился на Рангарде (ок. 1017 — ок. 1069). На генеалогических сайтах она иногда называется Рангардой де Ла Марш. Но это неверно - настоящая Рангарда де Ла Марш (Rangeard de La Marche) была женой каркассонского графа Пьера-Раймона (ум. ок. 1061).
Сын:
- Раймон-Бернар II Транкавель (ок. 1036 — ок. 1074), виконт Альби и Нима

В некоторых источниках детьми Бернара Атона III названы:
- Рангарда Транкавель (ок. 1033 — ок. 1077)
- Фротер (о нём нет никаких сведений).

Бернар-Атон III последний раз упоминается в документе, который датирован октябрём 1056 года. Известно, что в 1062 году виконтом уже был его сын.